# Kurt Zaro
Kurt Zaro (Essen, 9 gennaio 1929 – 30 novembre 2001) è stato un calciatore e allenatore di calcio tedesco, di ruolo centrocampista.

## Palmarès

### Giocatore

#### Competizioni nazionali
- Eerste Divisie: 1

Willem II: 1957-1958

### Allenatore

#### Competizioni nazionali
- Lega Nazionale: 1

Sciaffusa: 1962-1963